# وزارت توسعه پیرامون، نگب و جلیل
وزارت توسعه پیرامون، نگب و جلیل (انگلیسی: Ministry for the Development of the Periphery, the Negev and the Galilee، عبری: הַמִּשְׂרָד לְפִּיתּוּחַ הַפֶּרִיפֶרְיָה، הַנֶּגֶּ וְהַגָּלִיל‎، ت. «aMisrad LeFitu'ah HaPeriferya, HaNegev VeHaGalil») یک وزارتخانه در دولت اسرائیل است. وزیر فعلی اسحاق واسرلوف از حزب راست تند قدرت یهودی است که در ژانویه ۲۰۰۵ تأسیس شد.
در گذشته وزیر توسعه نیز وجود داشت. با این حال، این سمت در دهه ۱۹۷۰ توسط وزیر انرژی و زیرساخت که اکنون به عنوان وزیر زیرساخت ملی شناخته می شود، جایگزین شد.